# Freudental

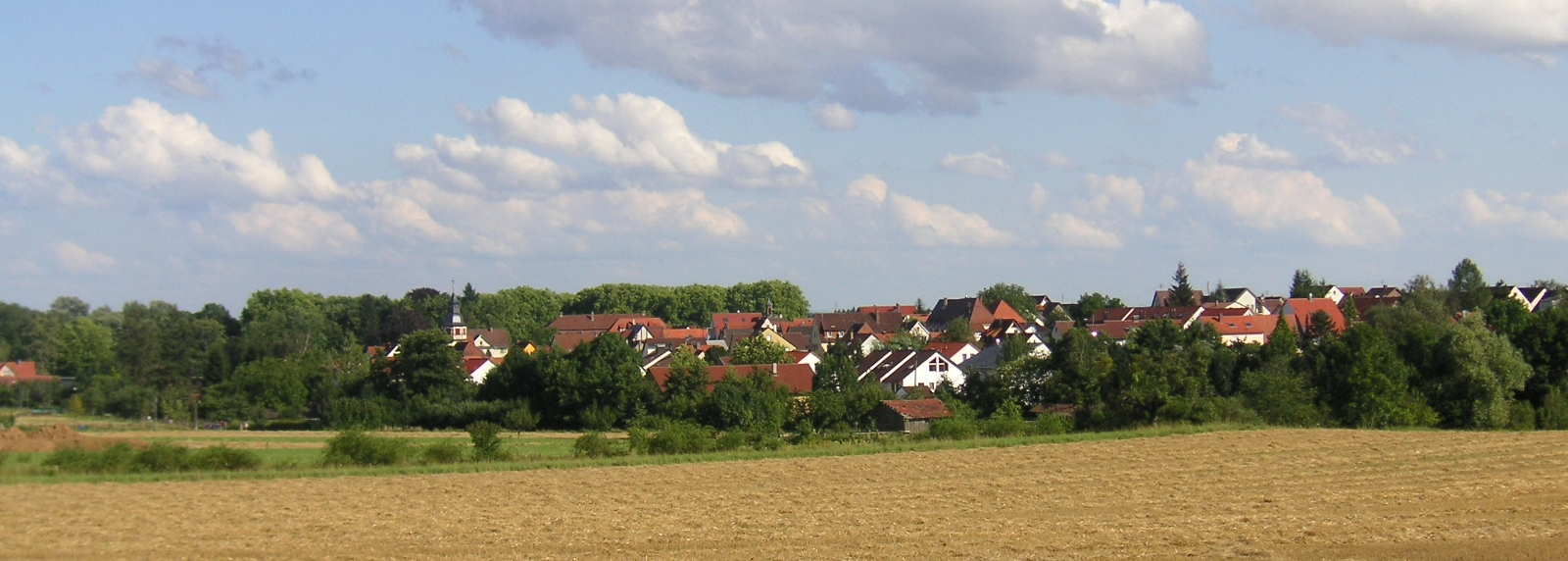
Panorama

Freudental ist eine Gemeinde im Landkreis Ludwigsburg in Baden-Württemberg. Sie gehört zur Region Stuttgart (bis 1992 Region Mittlerer Neckar) und zur europäischen Metropolregion Stuttgart. Zur Gemeinde gehören außer dem Dorf Freudental keine weiteren Orte.

## Geographie

### Geographische Lage
Freudental liegt am Ostrand des Strombergs zum Neckarbecken in der oberen Talmulde des Zuflusses Steinbach der untersten linken Enz in einer Höhe von 275–310 m ü. NN. Die nächsten größeren Städte sind die Kreisstadt Ludwigsburg etwa 16 Kilometer im Südosten und Heilbronn etwa 19 Kilometer im Nordosten.

### Nachbargemeinden
Freudental grenzt im Norden an die Stadt Bönnigheim, im Nordosten an die Gemeinde Erligheim, im Südosten an die Gemeinde Löchgau und im Südwesten an die Stadt Sachsenheim. Alle gehören ebenfalls zum Landkreis Ludwigsburg.

### Flächenaufteilung
Nach Daten des Statistischen Landesamtes, Stand 2014.

## Geschichte

### Überblick
Freudental wurde erstmals im Jahre 1304 im Lagerbuch des Spitals in Esslingen erwähnt. Ähnlich wie Besigheim und Löchgau gehörte es den Markgrafen von Baden, kam infolge des Bayerischen Erbfolgekriegs 1504 an Herzog Ulrich von Württemberg und von diesem an den Besigheimer Vogt Konrad Schenk von Winterstetten. Nach wechselnder und teils zersplitterter Ortsherrschaft (1590/92 bis 1685 Schaffelitzky von Mukkadell) war der Ort 1685 wieder im Alleinbesitz des württembergischen Herzogs Friedrich Carl, der Freudental jedoch bald wieder veräußerte. 1710 wurde Freiherr Johann Gottlob Zobel von Giebelstadt als Erbe Besitzer des Ortes. Seine Erben wiederum verkauften den Ort 1727 an die Landeshofmeisterin Wilhelmine von Würben. Nachdem diese sich 1731 mit Herzog Eberhard Ludwig zerworfen hatte, erwarb dieser 1733 in einem Vergleich den Ort. Der Ort wurde zwar nicht in das Herzogtum Württemberg inkorporiert, unterstand jedoch als Hofkammergut der württembergischen Kameralverwaltung. Mit der Gründung des Königreichs Württemberg kam Freudental 1806 zunächst zum Oberamt Bietigheim und 1810 schließlich zum Oberamt Besigheim. Als das württembergische Oberamt Besigheim 1938 im Zuge der Kreisreform während der NS-Zeit in Württemberg aufgelöst wurde, kam Freudental zum Landkreis Ludwigsburg. Da der Ort mit dem Landkreis nach dem Zweiten Weltkrieg Teil der Amerikanischen Besatzungszone geworden war, gehörte er somit seit 1945 zum neu gegründeten Land Württemberg-Baden, das 1952 im jetzigen Bundesland Baden-Württemberg aufging.

### Einwohnerentwicklung
Einwohnerzahlen nach dem jeweiligen Gebietsstand. Die Zahlen sind Volkszählungsergebnisse (¹) oder amtliche Fortschreibungen des Statistischen Landesamtes Baden-Württemberg (nur Hauptwohnsitze).
| Datum               | Einwohner |
| ------------------- | --------- |
| 1. Dezember 1871¹   | 774       |
| 1. Dezember 1880¹   | 786       |
| 1. Dezember 1890¹   | 737       |
| 1. Dezember 1900¹   | 628       |
| 1. Dezember 1910¹   | 556       |
| 16. Juni 1925¹      | 606       |
| 16. Juni 1933¹      | 598       |
| 17. Mai 1939¹       | 565       |
| 13. September 1950¹ | 835       |
| 6. Juni 1961¹       | 955       |

| Datum             | Einwohner |
| ----------------- | --------- |
| 27. Mai 1970¹     | 1.412     |
| 31. Dezember 1980 | 1.940     |
| 25. Mai 1987¹     | 2.076     |
| 31. Dezember 1990 | 2.089     |
| 31. Dezember 1995 | 2.380     |
| 31. Dezember 2000 | 2.390     |
| 31. Dezember 2005 | 2.399     |
| 31. Dezember 2010 | 2.430     |
| 31. Dezember 2015 | 2.440     |
| 31. Dezember 2020 | 2.563     |

## Religionen
Freudental war seit der Reformation evangelisch geprägt. Auch heute gibt es noch eine evangelische Gemeinde im Ort. Zudem gibt es noch eine kleine Gemeinde der Neuapostolischen Kirche. Die Katholiken werden von der römisch-katholischen Gemeinde in Besigheim betreut.
Die Jüdische Gemeinde Freudental bestand ab der ersten Hälfte des 18. Jahrhunderts und umfasste in der Mitte des 19. Jahrhunderts über 40 Prozent der Einwohner des Ortes. Freudental war ab 1832 Sitz des Bezirksrabbinats Freudental. Die Gemeinde erlebte – wie viele andere jüdische Landgemeinden auch – gegen Ende des 19. Jahrhunderts ihren Niedergang und erlosch schließlich durch die Judenverfolgung zur Zeit des Nationalsozialismus. Von der einst bedeutenden Gemeinde künden heute vor allem noch die 1770 errichtete ehemalige Synagoge Freudental und das benachbarte Judenschlössle, in dem die ersten sechs jüdischen Familien des Ortes ab 1723 ihre Wohnung hatten, sowie der jüdische Friedhof (auf Bönnigheimer Markung). An die verfolgten und ermordeten jüdischen Bürger erinnert eine Gedenktafel beim Schloss, weitere Gedenktafeln am Anfang und Ende der Strombergstraße erinnern seit 1988 an die jahrhundertelange jüdische Besiedlung dieser bis 1933 so genannten „Judengasse“.

## Politik

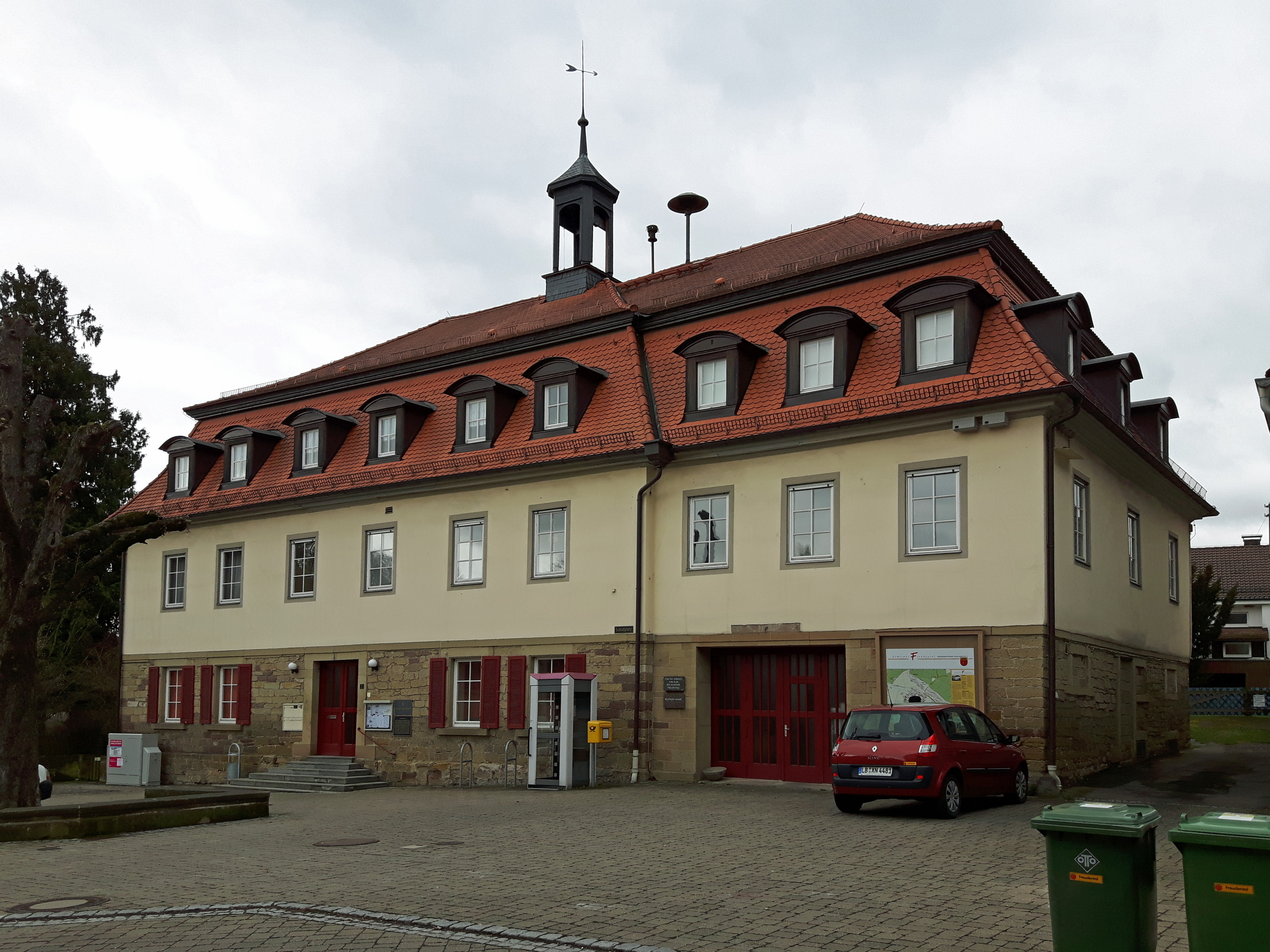
Rathaus Freudental

### Gemeinderat
Der Gemeinderat in Freudental besteht aus den 12 gewählten ehrenamtlichen Gemeinderäten und dem Bürgermeister als Vorsitzendem. Der Bürgermeister ist im Gemeinderat stimmberechtigt.
Die Kommunalwahl am 9. Juni 2024 führte zu folgendem Ergebnis. 
| Parteien und Wählergemeinschaften | Parteien und Wählergemeinschaften                                     | % 2024  | Sitze 2024 | % 2019 | Sitze 2019 | Kommunalwahl 2024 %50403020100 44,81 %22,99 %13,46 %18,74 % BGFCDUSPDFMGewinne und Verlusteim Vergleich zu 2019 %p 20 18 16 14 12 10 8 6 4 2 0 −2 −4 −6 −8−10−12−8,89 %p−10,51 %p+0,66 %p+18,74 %pBGFCDUSPDFM |
| BGF                               | Bürgergruppe Freudental e. V.                                         | 44,81   | 5          | 53,7   | 6          | Kommunalwahl 2024 %50403020100 44,81 %22,99 %13,46 %18,74 % BGFCDUSPDFMGewinne und Verlusteim Vergleich zu 2019 %p 20 18 16 14 12 10 8 6 4 2 0 −2 −4 −6 −8−10−12−8,89 %p−10,51 %p+0,66 %p+18,74 %pBGFCDUSPDFM |
| CDU                               | Christlich Demokratische Union Deutschlands                           | 22,99   | 3          | 33,5   | 4          | Kommunalwahl 2024 %50403020100 44,81 %22,99 %13,46 %18,74 % BGFCDUSPDFMGewinne und Verlusteim Vergleich zu 2019 %p 20 18 16 14 12 10 8 6 4 2 0 −2 −4 −6 −8−10−12−8,89 %p−10,51 %p+0,66 %p+18,74 %pBGFCDUSPDFM |
| SPD/UBF                           | Sozialdemokratische Partei Deutschlands/Unabhängige Bürger Freudental | 13,46   | 2          | 12,8   | 2          | Kommunalwahl 2024 %50403020100 44,81 %22,99 %13,46 %18,74 % BGFCDUSPDFMGewinne und Verlusteim Vergleich zu 2019 %p 20 18 16 14 12 10 8 6 4 2 0 −2 −4 −6 −8−10−12−8,89 %p−10,51 %p+0,66 %p+18,74 %pBGFCDUSPDFM |
| FM                                | Freudentaler Mitte                                                    | 18,74   | 2          | –      | –          | Kommunalwahl 2024 %50403020100 44,81 %22,99 %13,46 %18,74 % BGFCDUSPDFMGewinne und Verlusteim Vergleich zu 2019 %p 20 18 16 14 12 10 8 6 4 2 0 −2 −4 −6 −8−10−12−8,89 %p−10,51 %p+0,66 %p+18,74 %pBGFCDUSPDFM |
| Gesamt                            | Gesamt                                                                | 100     | 12         | 100    | 12         | Kommunalwahl 2024 %50403020100 44,81 %22,99 %13,46 %18,74 % BGFCDUSPDFMGewinne und Verlusteim Vergleich zu 2019 %p 20 18 16 14 12 10 8 6 4 2 0 −2 −4 −6 −8−10−12−8,89 %p−10,51 %p+0,66 %p+18,74 %pBGFCDUSPDFM |
| Wahlbeteiligung                   | Wahlbeteiligung                                                       | 72,13 % | 72,13 %    | 69,3 % | 69,3 %     | Kommunalwahl 2024 %50403020100 44,81 %22,99 %13,46 %18,74 % BGFCDUSPDFMGewinne und Verlusteim Vergleich zu 2019 %p 20 18 16 14 12 10 8 6 4 2 0 −2 −4 −6 −8−10−12−8,89 %p−10,51 %p+0,66 %p+18,74 %pBGFCDUSPDFM |

### Wappen und Flagge
Das Gemeindewappen zeigt unter goldenem Schildhaupt, darin eine schwarze Hirschstange, in Rot den goldenen Großbuchstaben F. Am 9. Oktober 1980 wurde Freudental außerdem eine Gemeindeflagge in den Farben Schwarz-Gelb verliehen. Tatsächlich benutzt die Gemeinde jedoch eine Flagge in den Farben Rot-Gelb.

### Partnerschaften
Freudental unterhält partnerschaftliche Beziehungen zu Beucha, mittlerweile ein Ortsteil der Stadt Brandis im Landkreis Leipzig in Sachsen.

## Kultur und Sehenswürdigkeiten

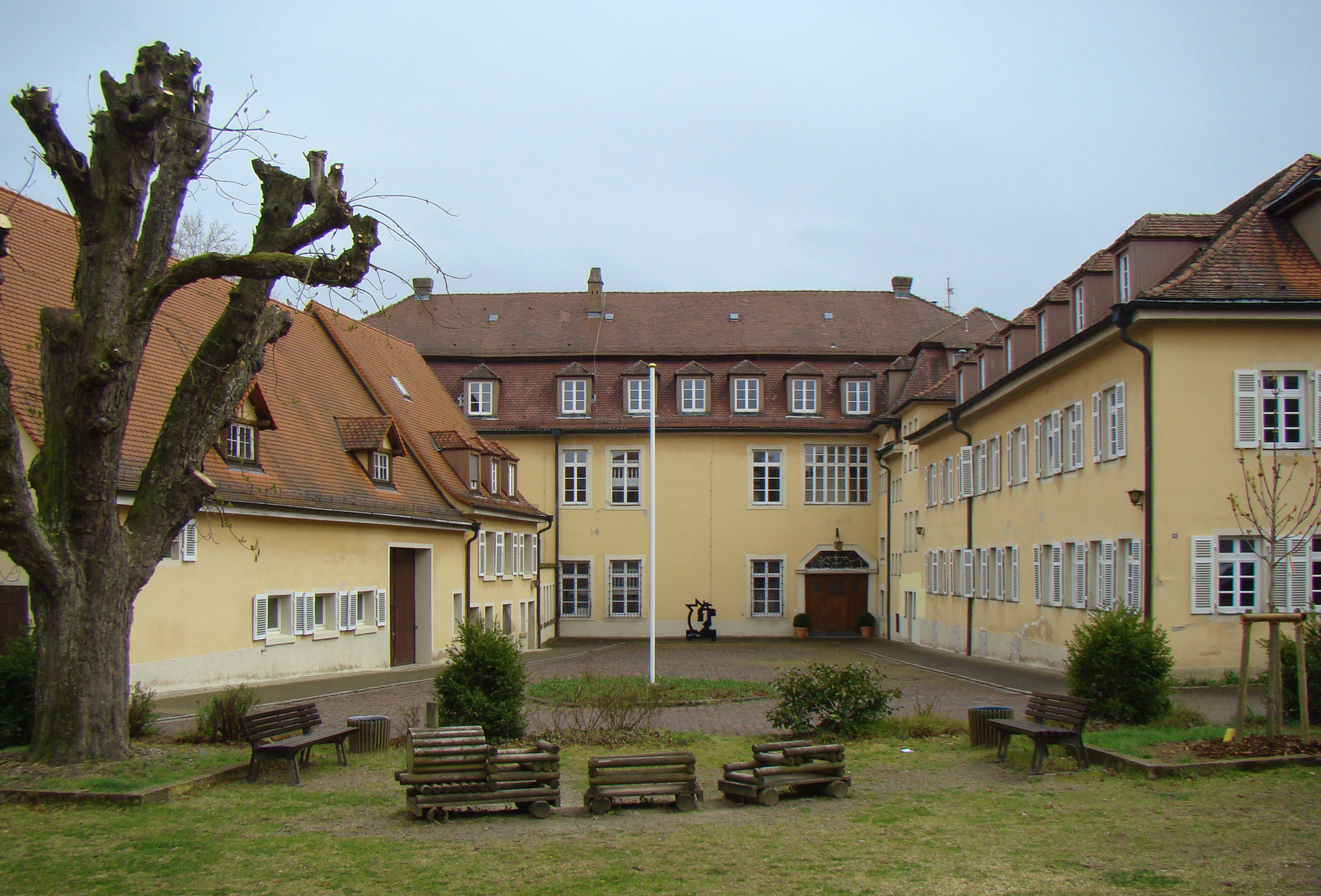
Grävenitzsches Schloss

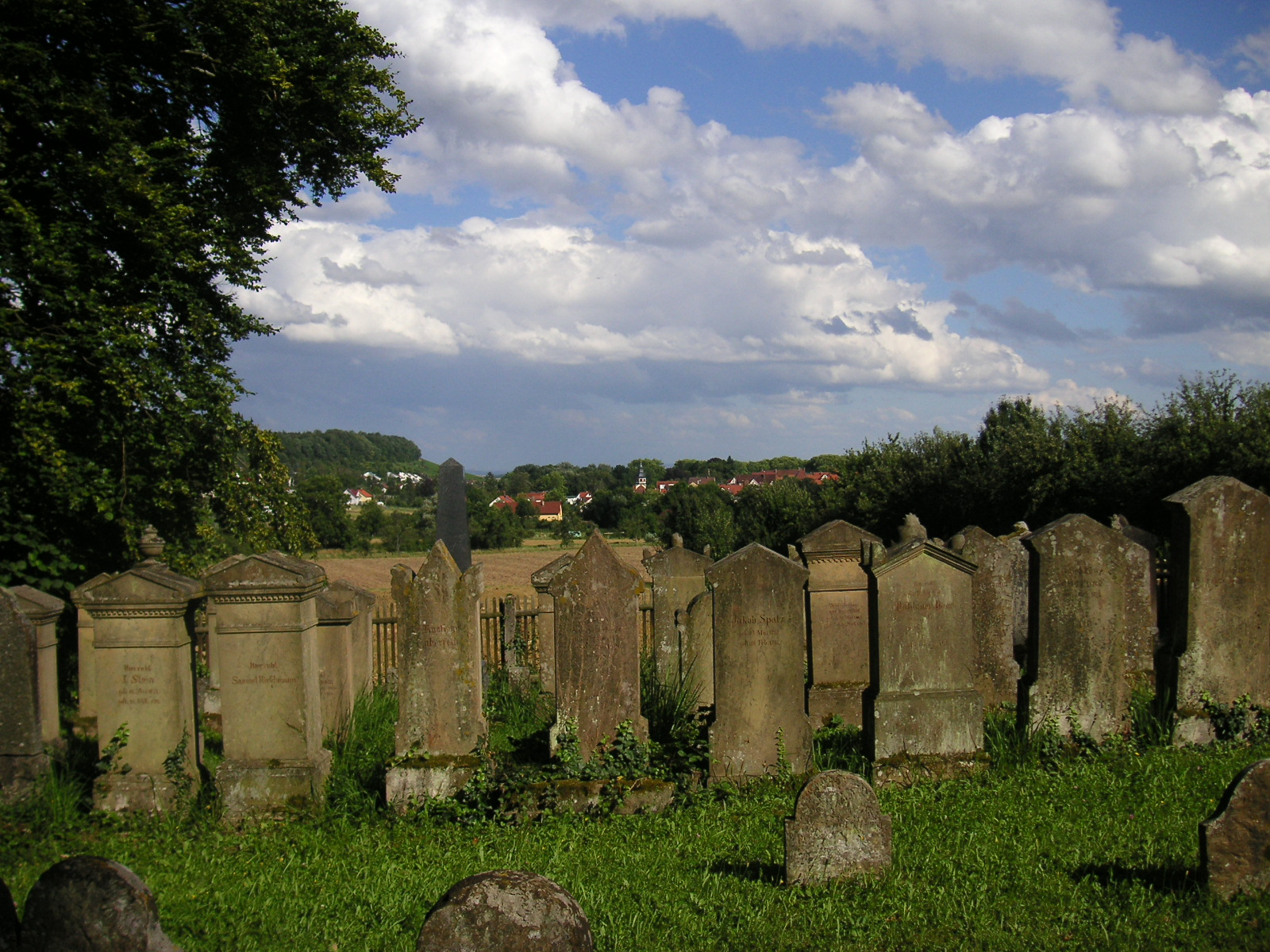
Der seit 1811 belegte jüdische Friedhof

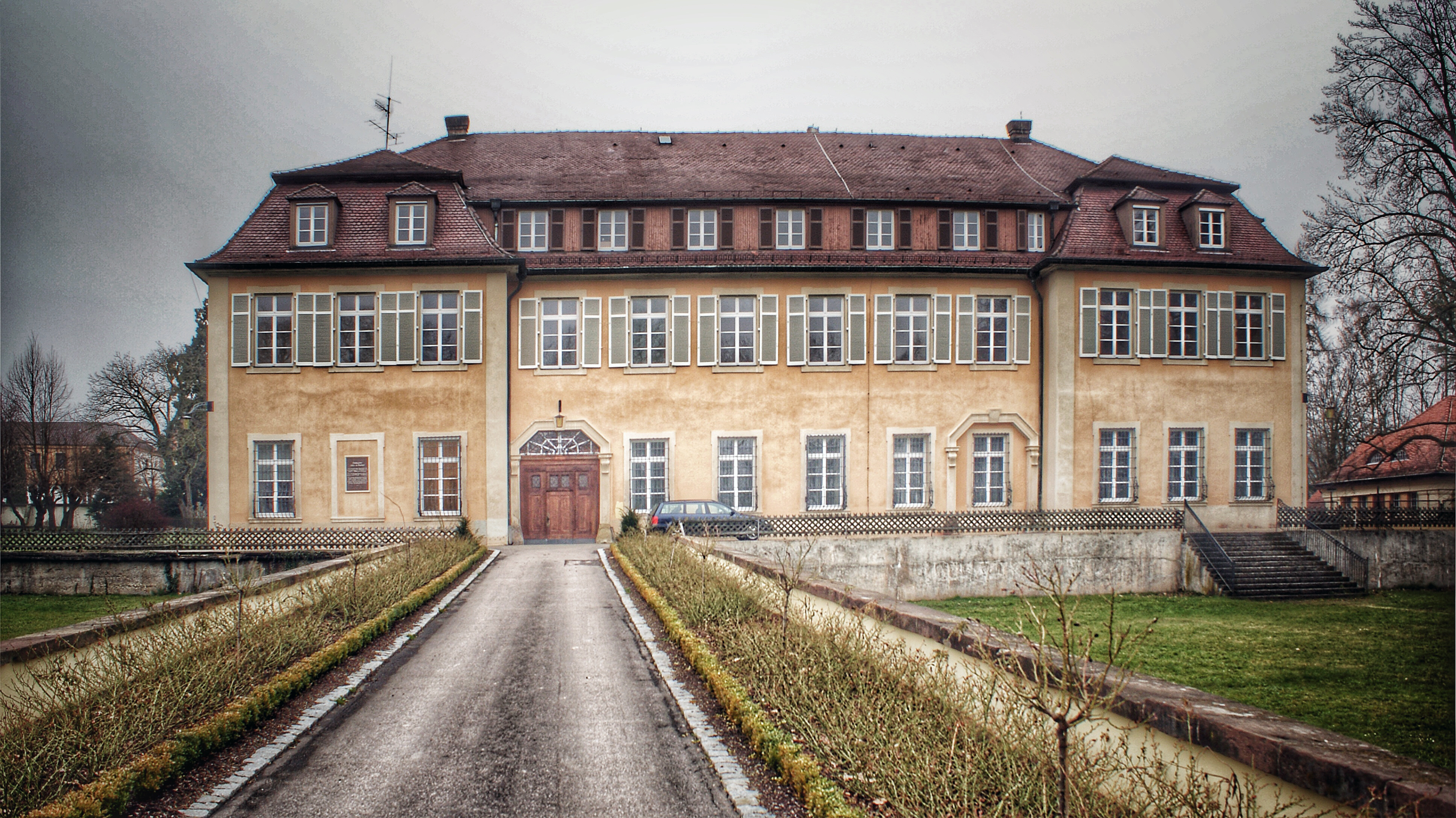
Schloss Freudental von der Gartenseite, erbaut durch Paolo Retti 1729–1731

- Das Grävenitzsche Schloss wurde 1729 durch Paolo Retti für Wilhelmine von Grävenitz erbaut.[6] Das 1816 erweiterte Schloss wurde bis 1903 von der württembergischen Hofkammer genutzt und war danach u. a. als Lazarett, Lungensanatorium und Altersheim in Gebrauch. Die Anlage, die auch einen großen Schlossgarten umfasst, befindet sich seit 2007 in Privatbesitz und kann nicht besichtigt werden.
- Die evangelische Kirche geht auf eine alte Marienkapelle zurück und wurde in ihrer heutigen Form 1686 errichtet. Die Kirche besitzt eine Glocke aus dem 13. Jahrhundert, die zu den ältesten Glocken des Landkreises Ludwigsburg zählt.
- Im Ort erinnern verschiedene Gebäude an weitere einstige Herrensitze. Der Mäuseturm ist der Überrest des Schlosses mitten im Dorf und diente bis zur Mitte des 19. Jahrhunderts als Ortsarrest. Das so genannte Judenschlössle wurde 1614 als Gesindehaus des Schlosses oben im Dorf erbaut, nach 1723 waren darin die ersten jüdischen Familien des Ortes untergebracht.
- Die 1770 auf dem Gelände des ehemaligen Oberen Schlosses erbaute Synagoge ist die einzige noch erhaltene Synagoge des Landkreises Ludwigsburg. Heute befindet sich das Pädagogisch-Kulturelle Centrum Ehemalige Synagoge Freudental (PKC) im Gebäude.
- Der jüdische Friedhof wurde von 1811 bis 1970 für Bestattungen genutzt. Zuvor war seit 1723 der jüdische Friedhof im Alleenfeld der Bestattungsplatz der jüdischen Gemeinde.
- Das Altertum (auf Bönnigheimer Markung) ist ein aus flachen Steinen aufgeschichteter Rundbau, der dem württembergischen König als Jagdstand diente.

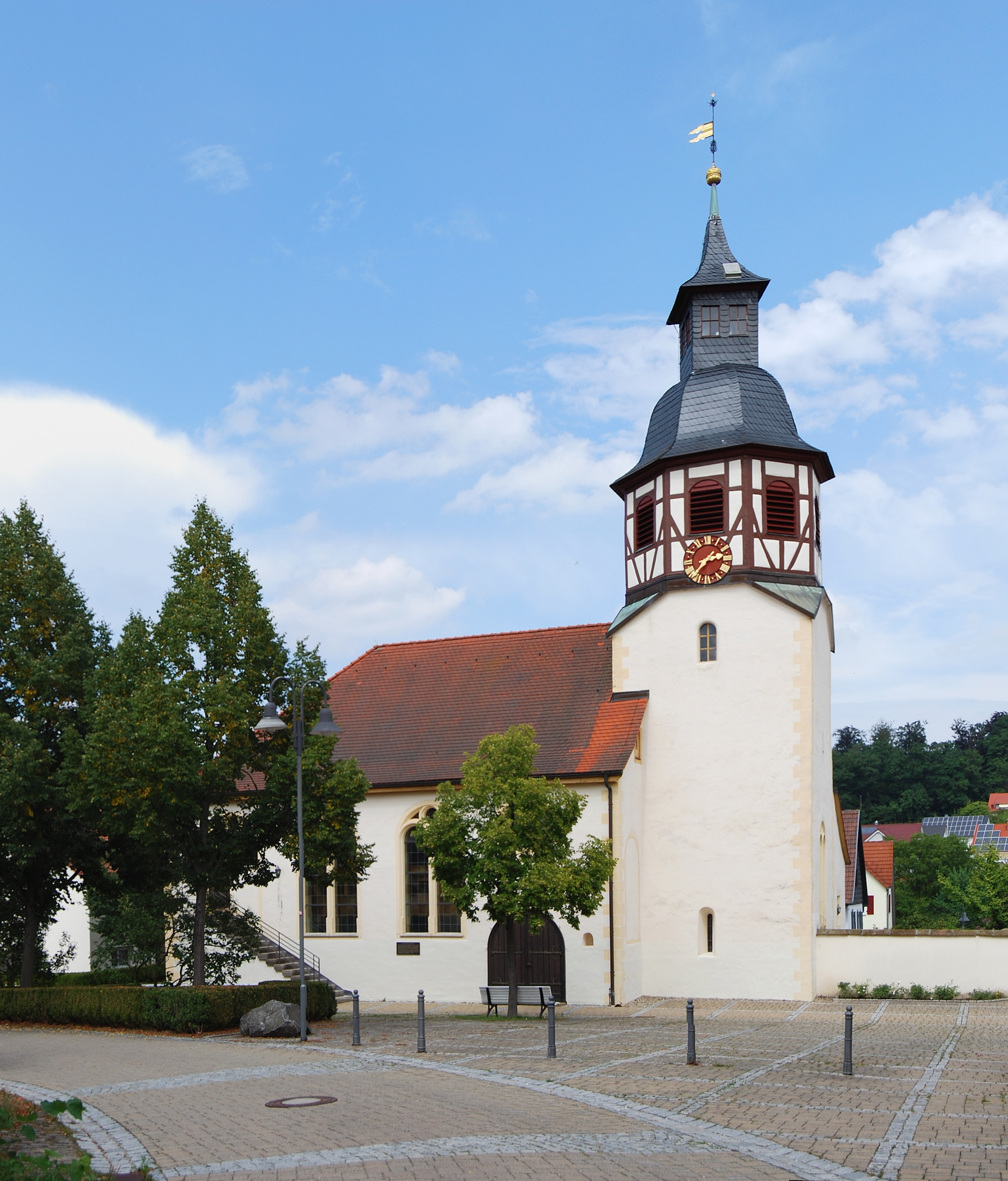
Evangelische Kirche
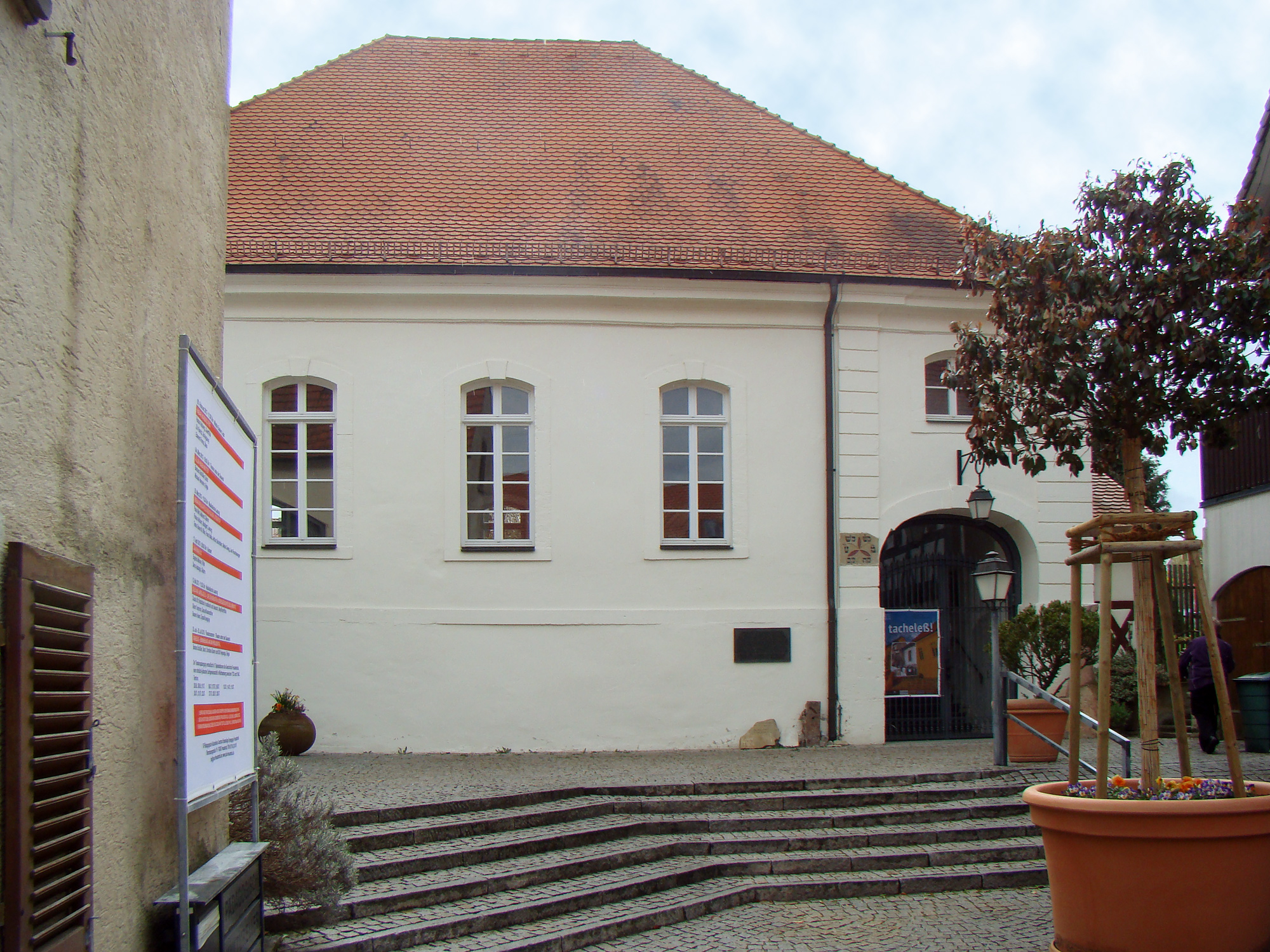
Alte Synagoge
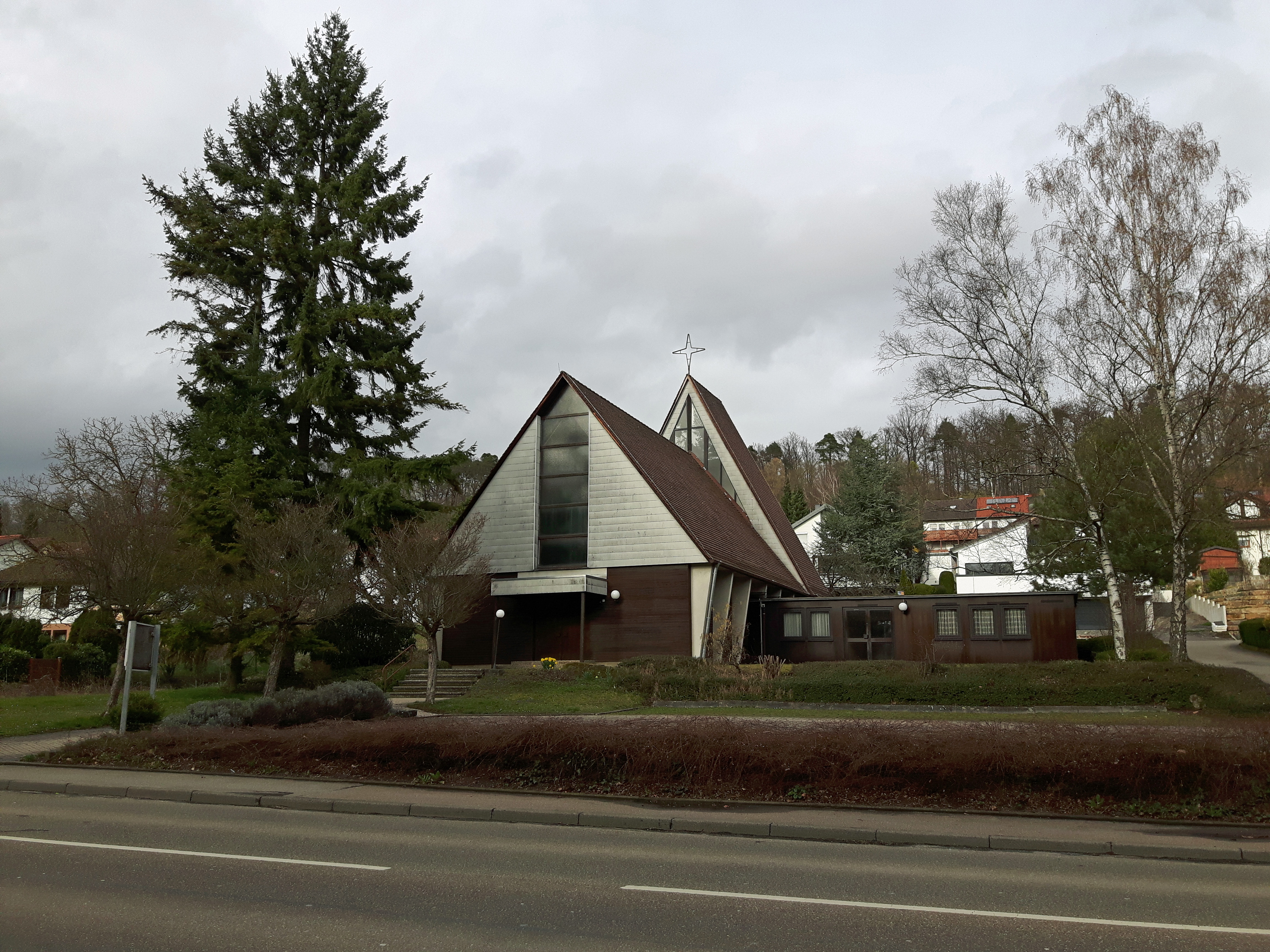
Katholische Kirche
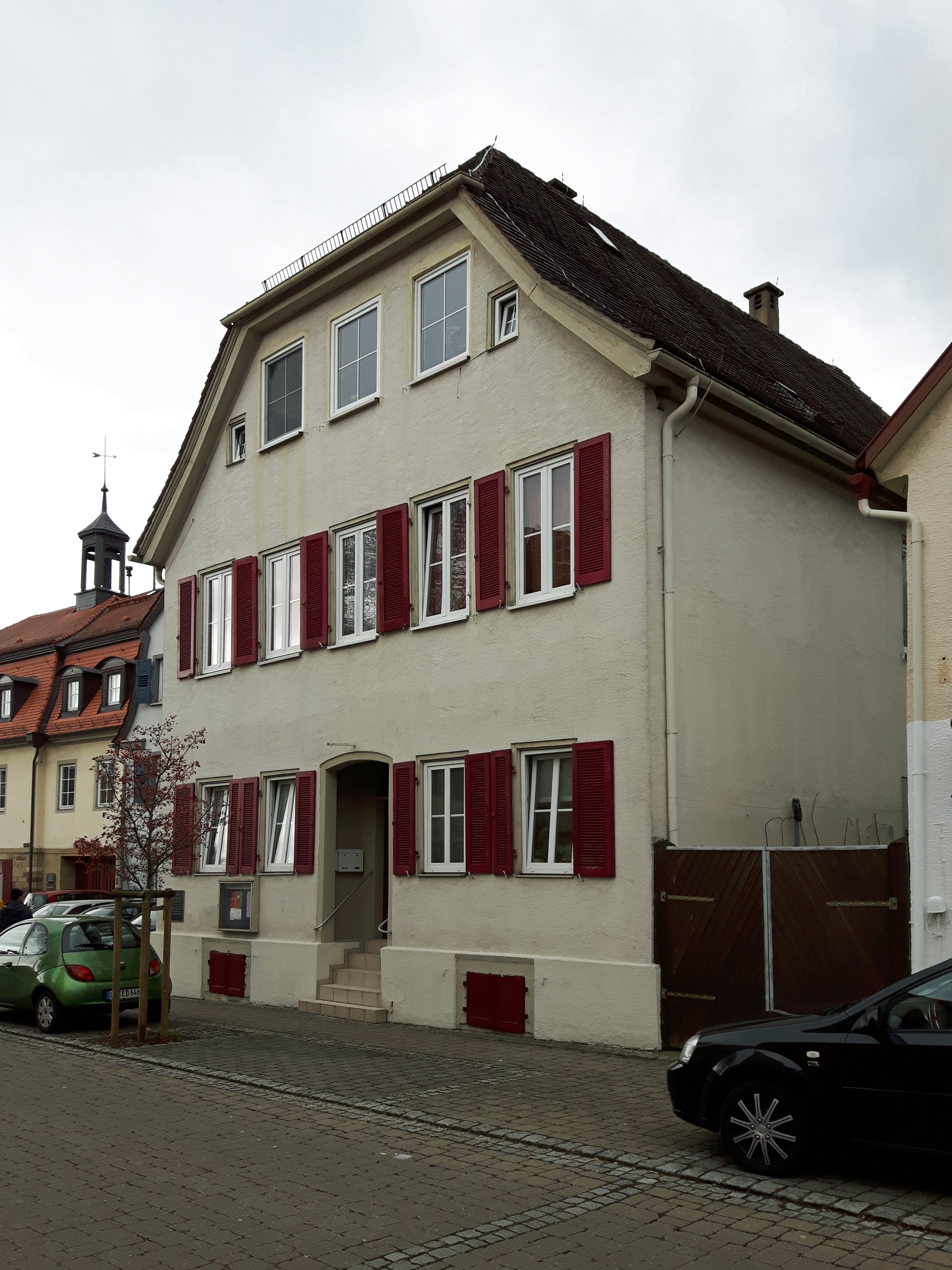
Ehemaliges Pfarrhaus
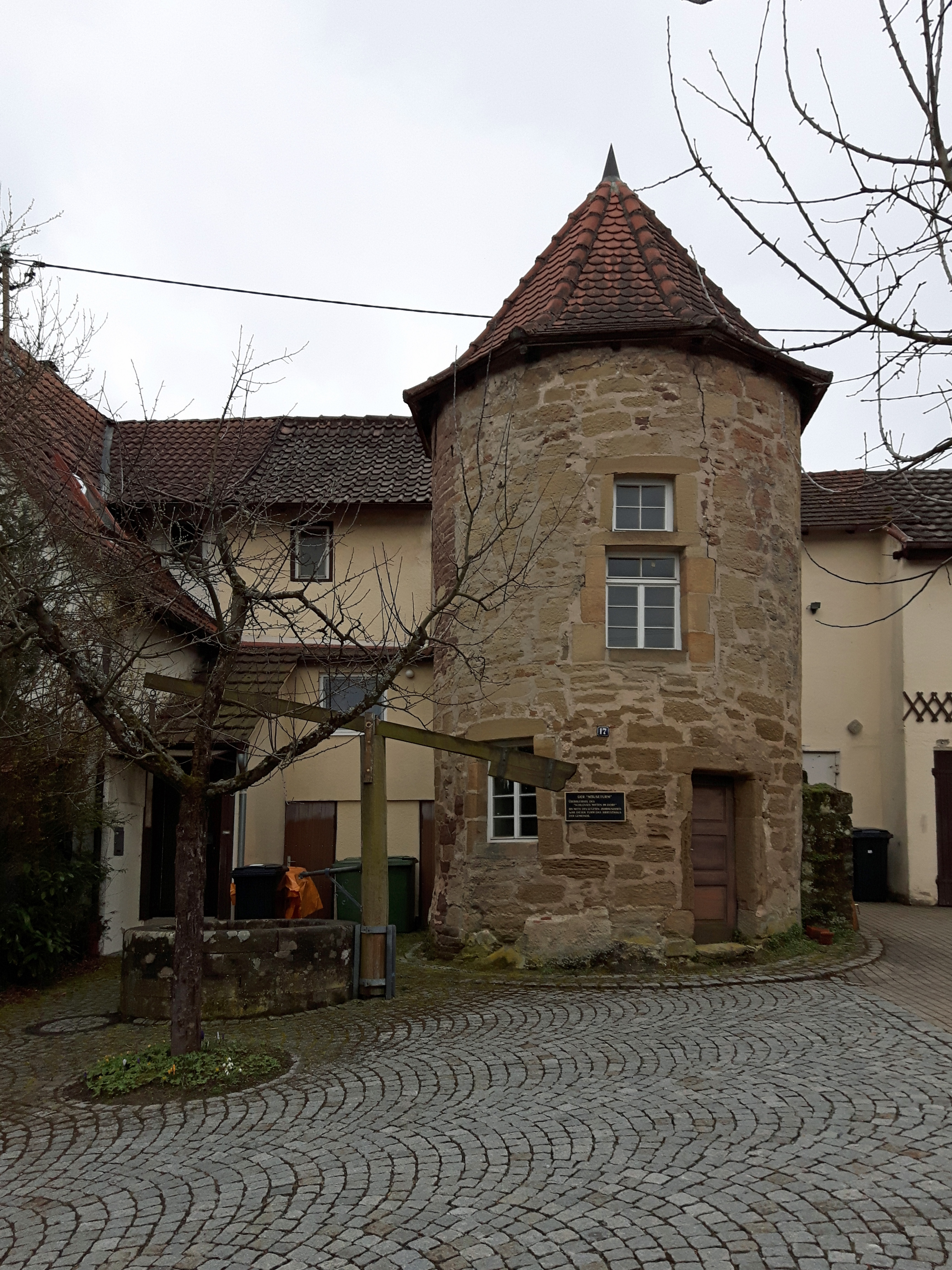
Mäuseturm

### Denkmale

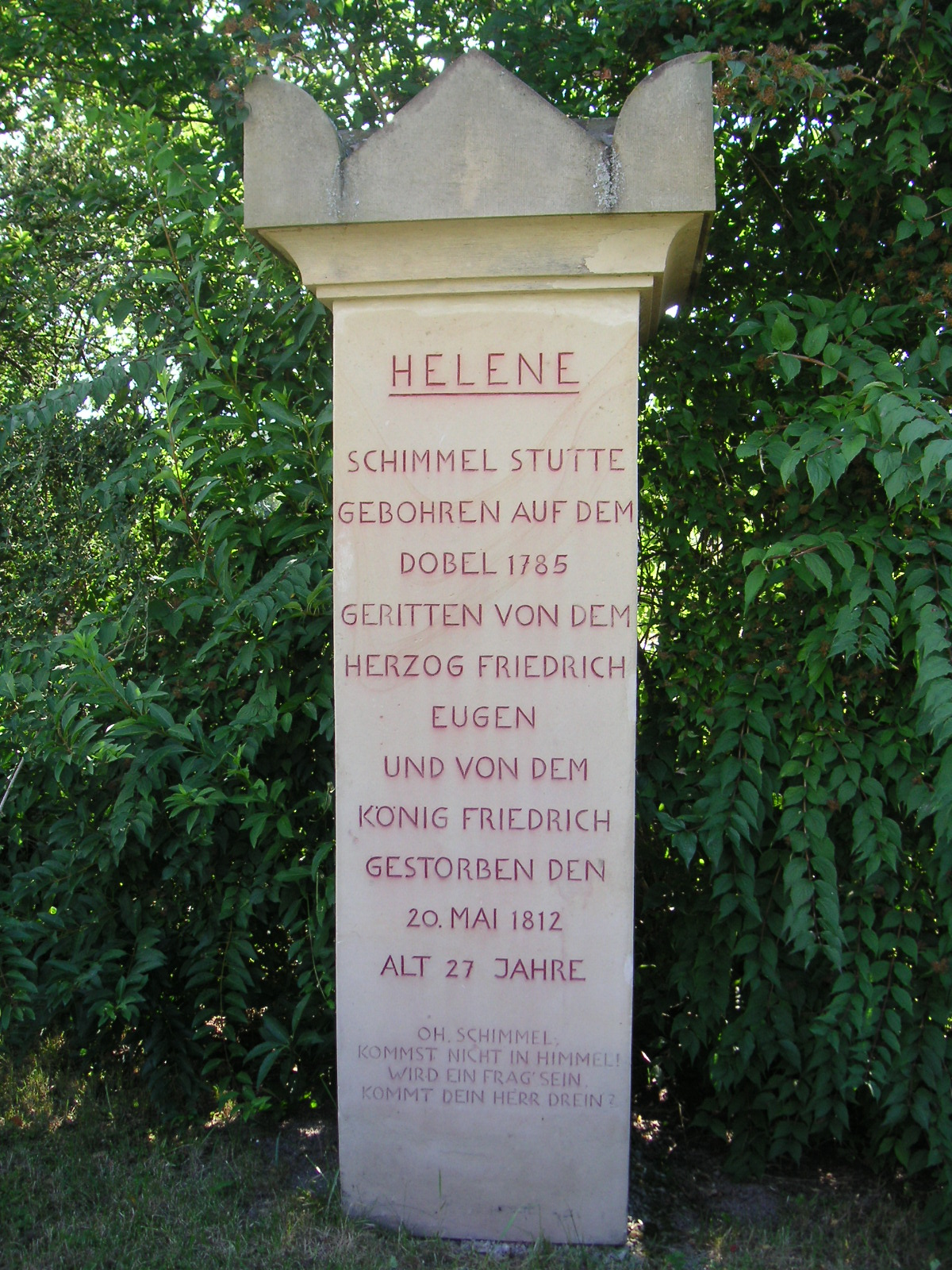
Stutendenkmal

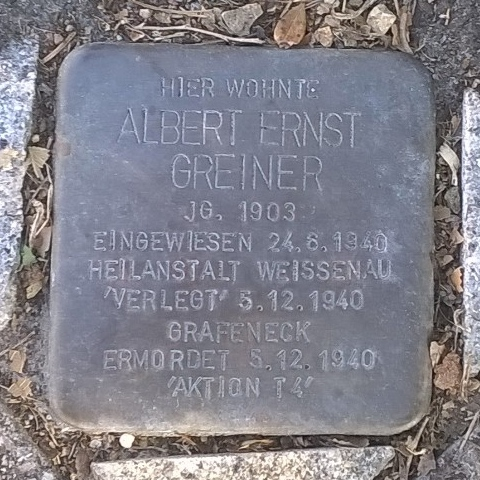
Stolperstein für Albert Ernst Greiner in der Pforzheimer Str. 25

Das so genannte Stutendenkmal ist der Grabstein für das Leibpferd Helene des württembergischen Königs Friedrich. Es befindet sich westlich des Ortes am Stutenweg.
In Freudental wurde am 6. Oktober 2017 der erste Stolperstein durch den Künstler Gunter Demnig verlegt. Die kleine Messingplatte auf dem Gehweg vor dem Gebäude Pforzheimer Straße 25 erinnert an Albert Ernst Greiner, der dort als Pflegekind lebte. Greiner, der sich bei einem Arbeitsunfall schwer verletzte, wurde im Juni 1940 in die württembergische Heilanstalt Weißenau verlegt und am 5. Dezember desselben Jahres im Rahmen der Euthanasie-Aktion T4 in der Tötungsanstalt Grafeneck von den Nationalsozialisten ermordet.

## Wirtschaft und Infrastruktur
Bedingt durch die sehr kleine Markungsfläche hatte die Landwirtschaft zu keiner Zeit eine dominierende Stellung. Es gibt heute (2005) nur einen landwirtschaftlichen Vollerwerbsbetrieb sowie einige Nebenerwerbsbetriebe, die hauptsächlich Weinbau betreiben. Freudental war ein Dorf der Handwerker und Tagelöhner und hat sich insbesondere nach dem Zweiten Weltkrieg zur Wohngemeinde entwickelt.

### Weinbau
Freudental ist ein Weinbauort, dessen Lagen zur Großlage Stromberg im Bereich Württembergisch Unterland des Weinbaugebietes Württemberg gehören und liegt an der Württemberger Weinstraße.

### Öffentliche Einrichtungen
Es gibt ein Alten- und Pflegeheim der kreiseigenen Kleeblatt Pflegeheime.

### Bildung
In Freudental gibt es zwei Kindergärten und eine Grundschule. Die nächste Hauptschule befindet sich in Löchgau und alle anderen weiterführenden Schulen in Besigheim und Bönnigheim.

### Ver- und Entsorgung
Das Stromnetz in der Gemeinde wird von der EnBW Regional AG betrieben.
Eine Erdgasversorgung besteht nicht. In den Gebieten Wolfsberg und Galgenäcker gibt es eine zentrale Flüssiggasversorgung.
Die Gemeinde Freudental hatte bis 2005 eine völlig autarke Trinkwasserversorgung. Seit 2006 wird das Freudentaler Wasser mit Bodenseewasser gemischt. Das Trinkwasser setzt sich aus 70 % Eigenwasser und 30 % Fremdwasser von der Bodensee-Wasserversorgung zusammen.
Die Abfallentsorgung wird von der Abfallverwertungsgesellschaft des Landkreises Ludwigsburg mbH (AVL) übernommen, einer 100%igen Tochtergesellschaft des Landkreises Ludwigsburg.

### Verkehrsanbindung
Freudental ist mit drei Bushaltestellen an den Verkehrs- und Tarifverbund Stuttgart angeschlossen. Ferner besteht eine gemeinsame Buslinie mit dem Heilbronner Hohenloher Haller Nahverkehr nach Cleebronn. Die nächstgelegenen Bahn-Anschlüsse bieten der Bahnhof Besigheim und der Bahnhof Bietigheim-Bissingen, letzterer verfügt über eine unmittelbare Anbindung an die S-Bahn Stuttgart.

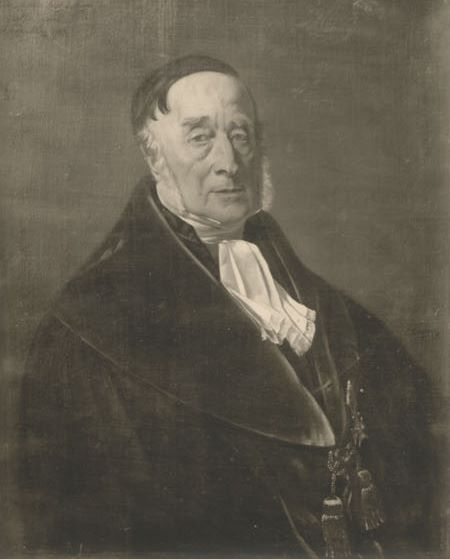
Max Samuel von Mayer, 1858

## Söhne und Töchter der Gemeinde
- Max Samuel von Mayer (1797–1862), Rektor der Universität Tübingen
- Julius Marx (1888–1970), Unternehmer, Schriftsteller und Widerstandskämpfer
- Friederike Kempter (* 1979), Schauspielerin